# 下瓦兴根
下瓦兴根是德国巴登-符腾堡州的一个市镇。总面积2.60平方公里，总人口202人，其中男性107人，女性95人（2011年12月31日），人口密度78人/平方公里。